# سيزار روميتي
سيزار روميتي (24 يونيو 1923 - 18 أغسطس 2020)، هو إقتصادي ورجل أعمال وناشر إيطالي، شغل منصب مدير تنفيذي لعدد من الشركات الكبيرة المملوكة للدولة والخاصة في إيطاليا، بما في ذلك شركة السيارات فيات وشركة أليتاليا-الخطوط الجوية الإيطالية، كان يلقب بـ Duro أو الرجل القوي. وشغل منصب الرئيس التنفيذي لشركة فيات في الفترة من 1976 إلى 1996 وأيضا في الفترة من 1996 إلى 1998. 
يُذكر أن روميتي كان قد اشتهر بانتصاره في نزاع عمالي مرير مع النقابات العمالية في عام 1980، وبقيادته لشركة فيات خلال فترة حققت فيها قفزة في المبيعات والأرباح في الثمانينيات.
وبعد تقاعده من شركة فيات، أصبح روميتي رئيسا لدار «آر.سي.إس» للنشر «RCS MediaGroup» التي تصدر أكبر الصحف الإيطالية «كوريري ديلا سيرا».

## حياته
ولد سيزار روميتي يوم 24 يونيو 1923 بمدينة روما، كان الثاني من ثلاثة أشقاء، لأب موظف بسيط، تخرج السيد سيزار محاسبا في دراسة الاقتصاد والأعمال، كان يدرس ليلا ويعمل نهارا لجمع بعض المال بعد وفاة والده. وفي سن السابعة والأربعين عام 1947 عمل في شركة «Bombrini Parodi Delfino Group»، تزوج عام 1948 من لويجيا غاستالدي المعروفة باسم جينا (1923 - 2001) كانت تعمل في التسعينيات من القرن العشرين في جمعية خيرية لمساعدة المعوقين.
انجب طفلان، موريزيو (مواليد 1949) وبيرجيورجيو (مواليد 1951).

## وفاته
توفي ليلة الاثنين/ الثلاثاء 18 أغسطس 2020 بمدينة ميلانو عن عمر يناهز 97 عامًا.